# Creugas epicureanus
Creugas epicureanus is een spinnensoort uit de familie van de loopspinnen (Corinnidae).
De wetenschappelijke naam van de soort werd in 1924 als Corinna epicureana gepubliceerd door Ralph Vary Chamberlin.